# 77: The Year of Punk and New Wave
77: The Year of Punk and New Wave (Helter Skelter Publishing, 2006) là một cuốn sách của Henrik Poulsen liệt kê danh mục mọi ban nhạc punk rock đã thu âm tại Vương quốc Anh trong thời đại của nhạc punk. Cuốn sách có khoảng 200 mục từ bắt đầu với Acme Sewage Company và kết thúc bằng Zeros.